# HD 12039
HD 12039, també coneguda com a DK Ceti, és una estrella variable de la constel·lació de la Balena a una distància de 135 a.l. (41 pc). Se classifica com a variable BY Draconis a causa dels canvis de lluminositat causats per l'activitat magnètica superficial juntament amb la Rotació estel·lar. La classificació estel·lar G4V és similar a la del Sol, la qual cosa indica que aquesta és una estrella de seqüència principal que està generant energia al seu nucli mitjançant la fusió termonuclear d'hidrogen. La temperatura efectiva de 5.585 K dona a l'estrella un to groc. Té aproximadament la mateixa massa que el Sol, però només emet el 89% de la lluminositat del Sol. Es tracta d'una estrella jove amb estimacions d'edat que van des dels 7,5-8 milions d'anys fins als 30 milions d'anys.
L'any 2006, es va descobrir un camp de deixalles en òrbita al voltant d'aquesta estrella mitjançant observacions infrarojes del telescopi espacial Spitzer. Es creu que aquestes restes són un cinturó d'asteroides. La temperatura mesurada de les deixalles és de 110 K, la qual cosa els situa en una òrbita entre 4 i 6 UA de l'estrella, o aproximadament la mateixa distància on Júpiter orbita al voltant del Sol. Aquest disc de fragments podria haver estat creat per la ruptura d'un únic planetesimal de 100 km de diàmetre a través d'una col·lisió. El sistema estel·lar no mostra cap excés d'emissió a 70 μm, la qual cosa indica que no té un disc de pols exterior fred.
L'estrella es va examinar per detectar la presència d'un planeta extrasolar amb una massa del rang de 2-10 masses de Júpiter i una distància orbital de 3-15,5 UA. En canvi, el 2007, probablement es va descobrir un company estel·lar proper. Aquest objecte està separat del primari per 0,15 segons d'arc, per la qual cosa és poc probable que sigui un objecte de fons.
Aquesta estrella ha estat proposada com a membre de l'associació Tucana-Horologium (Tuc-Hor), un corrent d'estrelles joves amb un moviment comú per l'espai. L'associació Tuc-Hor té uns 30 milions d'anys. Les components de la velocitat espacial d'aquesta estrella són [U, V, W] = [−0.6, −16.3, 5.0] km/s. Orbita a la Via Làctia amb una excentricitat orbital de 0,06, amb una distància que varia entre 7,11−8,01 kpc del nucli galàctic. La inclinació de la seva òrbita la porta fins a 90 parsecs per sobre del pla galàctic.